# Tetramorium walshi
Tetramorium walshi är en myrart som först beskrevs av Auguste-Henri Forel 1890.  Tetramorium walshi ingår i släktet Tetramorium och familjen myror. Inga underarter finns listade i Catalogue of Life.